# De verbouwing
Pour plus de détails, voir Fiche technique et Distribution.
De verbouwing est un film néerlandais réalisé par Will Koopman, sorti en 2012 et dont le scénario est tiré du roman éponyme de Saskia Noort.
Les principaux rôles sont tenus par Tjitske Reidinga, Peter Blok et Mark Rietman.

## Fiche technique
- Titre : De verbouwing
- Réalisation : Will Koopman
- Scénario : Lex Wertwijn d'après le roman de Saskia Noort
- Musique : Jeroen Rietbergen
- Photographie : Tom Erisman
- Montage : Stanley Kolk
- Production : Gijs van de Westelaken
- Société de production : Entertainment One, Column Film, Grobbendonk Films, Mollywood, Skyline Entertainment et Talpa Fictie
- Pays :  Pays-Bas et  Belgique
- Genre : Drame et thriller
- Durée : 101 minutes
- Dates de sortie : 
  -  Pays-Bas : 6 septembre 2012

## Distribution
- Tjitske Reidinga : Tessa
- Peter Blok : Johan
- Mark Rietman : Rogier
- Gene Bervoets : Eugène
- Alex Hendrickx : Tom
- Nanette Drazic : Naugscha
- Terence Schreurs : Kimmy
- Sieger Sloot : Hylke
- Miron Bilski : Gerik
- Thomas Dudkiewicz : Aleksy
- Redbad Klijnstra : Stenjek
- Masha-Maria Chernova : Martina
- Pip Pellens : Marije
- Tina de Bruin : Astrid
- Frederik Brom : le banquier
- Trudy de Jong : Madame Vermeulen
- Sandra Mattie : l'infirmière
- Floor Leene : la deuxième infirmière
- Jappe Claes : docteur Den Ouden

## Distinctions
- Gouden Kalf : nomination pour le prix du Meilleur second rôle féminin pour Nanette Drazic